# Another Place to Fall
Another Place to Fall è un singolo della cantante scozzese KT Tunstall, pubblicato il 13 marzo 2006 come quinto estratto dal primo album in studio Eye to the Telescope.

## Successo commerciale
La canzone ha raggiunto il 52º posto nella UK Singles Chart, rimanendo in classifica per due settimane.

## Tracce
Questi sono i formati e le tracklist delle principali pubblicazioni del singolo "Another Place To Fall".
CD singolo
1. Another Place To Fall (Radio Version) – 3:45
2. Fake Plastic Trees (BBC Radio 1 Live Version) – 3:28

Singolo in vinile
1. Another Place To Fall (radio version) – 3:45
2. Universo & U (Extravaganza Acoustic Version) – 4:34

Promo CD
1. Another Place To Fall (Radio Version)
2. Another Place To Fall (Instrumental)

## Classifiche
| Classifica (2006) | Posizione raggiunta |
| ----------------- | ------------------- |
| Regno Unito       | 52                  |